# Вербівська сільська рада (Кам'янський район)
Вербі́вська сільська́ ра́да — адміністративно-територіальна одиниця та орган місцевого самоврядування в Кам'янському районі Черкаської області. Адміністративний центр — село Вербівка.

## Загальні відомості
- Населення ради: 759 осіб (станом на 2001 рік)

## Населені пункти
Сільській раді були підпорядковані населені пункти:
- с. Вербівка
- с-ще Калинівка

## Склад ради
Рада складалася з 14 депутатів та голови.
- Голова ради: Бражник Вікторія Анатоліївна

### Керівний склад попередніх скликань
| Прізвище, ім'я, по батькові  | Основні відомості                                                                       | Дата обрання | Дата звільнення |
| ---------------------------- | --------------------------------------------------------------------------------------- | ------------ | --------------- |
| Бражник Вікторія Анатоліївна | Сільський голова, 1973 року народження, освіта вища, член Соціалістичної партії України | 26.03.2006   | 31.10.2010      |
| Бражник Вікторія Анатоліївна | Сільський голова, 1973 року народження, освіта вища, член Партії регіонів               | 31.10.2010   |                 |

Примітка: таблиця складена за даними сайту Верховної Ради України

### Депутати
За результатами місцевих виборів 2010 року депутатами ради стали:

#### За суб'єктами висування
| Суб'єкт висування                | Кількість обраних депутатів | %    |
| -------------------------------- | --------------------------- | ---- |
| Самовисування                    | 8                           | 57,1 |
| Соціалістична партія України     | 2                           | 14,3 |
| Єдиний Центр                     | 1                           | 7,1  |
| Народна партія                   | 1                           | 7,1  |
| Партія регіонів                  | 1                           | 7,1  |
| Політична партія «Нова політика» | 1                           | 7,1  |

#### За округами
| № округу                         | Прізвище, ім'я, по батькові     | Дата визнання обраним | Освіта             | Партійна приналежність                 | Відомості про обраного депутата                                             |
| -------------------------------- | ------------------------------- | --------------------- | ------------------ | -------------------------------------- | --------------------------------------------------------------------------- |
| Єдиний Центр                     |                                 |                       |                    |                                        |                                                                             |
| 2                                | Береза Марія Іванівна           | 03.11.2010            | середня            | член Єдиного Центру                    | тимчасово не працює                                                         |
| Народна Партія                   |                                 |                       |                    |                                        |                                                                             |
| 4                                | Галушка Тетяна Михайлівна       | 03.11.2010            | середня спеціальна | член Народної партії                   | Кам'янське РАЙСТ «Маркет», завідувачка магазину                             |
| Партія регіонів                  |                                 |                       |                    |                                        |                                                                             |
| 6                                | Несененко Володимир Іванович    | 03.11.2010            | середня спеціальна | позапартійний                          | Фермерське господарство «Клим-3», директор                                  |
| Політична партія «Нова політика» |                                 |                       |                    |                                        |                                                                             |
| 1                                | Харченко Тетяна Іванівна        | 03.11.2010            | середня спеціальна | член Політичної партії «Нова політика» | Вербівський фельдшерсько-акушерський пункт, завідувачка                     |
| Соціалістична партія України     |                                 |                       |                    |                                        |                                                                             |
| 3                                | Олефіренко Віра Дмитрівна       | 03.11.2010            | вища               | член Соціалістичної партії України     | Вербівська сільська рада, землевпорядник                                    |
| 11                               | Коляда Тетяна Миколаївна        | 03.11.2010            | середня спеціальна | член Соціалістичної партії України     | Вербівська сільська рада, секретар                                          |
| Самовисування                    |                                 |                       |                    |                                        |                                                                             |
| 5                                | Несененко Ольга Петрівна        | 03.11.2010            | середня спеціальна | позапартійна                           | пенсіонер                                                                   |
| 7                                | Кучеренко Надія Миколаївна      | 03.11.2010            | вища               | позапартійна                           | Вербівська загальноосвітня школа, директор                                  |
| 8                                | Харченко Віра Сергіївна         | 03.11.2010            | вища               | позапартійна                           | Вербівська сільська рада, бухгалтер                                         |
| 9                                | Гадкова Наталія Володимирівна   | 02.01.2011            | середня спеціальна | позапартійна                           | Кам'янський ТЦ обслуговування непрацездатних громадян, соціальний працівник |
| 10                               | Єршов Василь Володимирович      | 03.11.2010            | середня            | позапартійний                          | тимчасово не працює                                                         |
| 12                               | Макогін Олена Альбертівна       | 03.11.2010            | середня            | член Політичної партії «Наша Україна»  | тимчасово не працює                                                         |
| 13                               | Харченко Тетяна Володимирівна   | 03.11.2010            | середня спеціальна | член Політичної партії «Наша Україна»  | Поштове відділення, завідувачка                                             |
| 14                               | Мартинюк Вячеслав Володимирович | 03.11.2010            | вища               | позапартійний                          | Міська рада, спеціаліст, землевпорядник                                     |